# スーパーミニコンピュータ
スーパーミニコンピュータ （スーパーミニ、英：superminicomputer、supermini） は、コンピュータの種類の一つで、他の通常のミニコンピュータと比較して、より高性能なミニコンピュータである。
この用語は1970年代の中頃に作られた。主に従来の16ビットミニコンピュータと区別して、32ビットのミニコンピュータをスーパーミニコンピュータと呼んだ。この用語は現在では「ミニコンピュータ」と同様に廃れ、コンピュータの歴史的用語となっている。
なお、スーパーミニコンピュータと ミニスーパーコンピュータ は、名称が似ているが異なる。ミニスーパーコンピュータは、小型のスーパーコンピュータである（コンベックスなどを指してスーパーミニという語が使われている例も見られる）。

## 主なスーパーミニコンピュータ
- Norsk Data Nord-5
- Norsk Data Nord-50 - 1975年
- Interdata 7/32および8/32 - 後にPerkin-Elmerに買収
- Systems Engineering Laboratories 32/55 - 1976年
- DEC VAX-11/780 - 1978年2月
- Data General Eclipse MV/8000 - 1980年
- MAI Basic Four MAI 8000, 1983  および MPx
- Gould Electronics Powernode 9080
- Gould Electronics NP-1
- Norsk Data ND-500, 1981
- Norsk Data ND-570/CX
- Prime Computer 750